# Alsodes verrucosus
Az Alsodes verrucosus a kétéltűek (Amphibia) osztályának békák (Anura) rendjébe és az Alsodidae családba tartozó faj.

## Előfordulása
Az Alsodes verrucosus Chilében az Andokban illetve Argentína Cautín és Río Negro tartományában honos. Természetes élőhőhelye a mérsékelt égövi Nothofagus erdőkben található. Az ebihalak hideg, mély vízfolyásokban fejlődnek ki.